# Közép-dunántúli Országos Büntetés-végrehajtási Intézet
A Közép-dunántúli Országos Büntetés-végrehajtási Intézet a Fejér Megyei Büntetés-végrehajtási Intézet és a Baracskai Országos Büntetés-végrehajtási Intézet összevonásával létrehozott költségvetési szerv, jogi személy.
Alapfeladata:
- az előzetes letartóztatással,
- a felnőtt korú férfi elítéltek fegyház, börtön és fogház fokozatú szabadságvesztésével,
- biztonsági és egyéb fontos okból elhelyezett elítéltek szabadságvesztésével, továbbá
- az elzárással

összefüggő büntetés-végrehajtási feladatok ellátása.
Felügyeleti szerve a Belügyminisztérium, szakfelügyeletet ellátó szerve a Büntetés-végrehajtás Országos Parancsnoksága. 
Cím: 2471 Baracska-Annamajor (központ), telephely: 8003 Székesfehérvár Szekfű Gy. u. 2. és 2462 Martonvásár, Tordasi út.
Létesítés éve (a jogelődre tekintettel): 1953., de a jelenlegi formában ténylegesen  2007-ben jött létre.